# Контек, Анна
Анна Контек (англ. Anna Kontek) — финский сценограф и художник по костюмам, родившаяся в Польше.
С 1982 года она зачислена в штат Финской национальной оперы в качестве сценографа и художника по костюмам. Далее, Контек гастролировала во многих театрах Финляндии и ведёт обширную гастрольную деятельность за рубежом.

## Биография
Получив первое образование в Варшаве как архитектор, она поступила в Университет искусств и дизайна в Хельсинки, по окончании которого получила степень магистра в области сценографии в 1984 году.
Её первая работа для Финской национальной оперы были декорации и костюмы к балету «Маленький принц» премьера которого состоялась в 1982 году. Критика подчеркнула большое значение творческого дара Анны Контек в визуализации спектакля.
В течение сорока лет Анна Контек разработала декорации и костюмы к более чем 150 операм, балетам и спектаклям современного танца, театральным постановкам, опереттам, визуализированным концертам и телевизионным спектаклям.
В Финской Национальной опере Контек создала декорации и костюмы к 124 спектаклям как на пример к операм «Катерина Измайлова» (1982), «Богема» (1985), «Коронация Поппеи» (1986), «Тоска» (1987), «Бал-маскарад» (1989), «Лючия ди Ламмермур» (1990), «Остроботниане» (1990, 1991, 2009), «Соловей» (1992), «Лоэнгрин» (1994), «Богема» (1994 , 2000), «Жизнь насекомых» (1996), «Анна Болейн» (1998), «Хованщина» (2002), «Волшебная флейта» (2006), к оперетте «Весёлая вдова» (2008) и к балетам «Маленький принц» (1982), «Лебединое озеро» (1993), «Щелкунчик» (1994), «Баядерка» (1997), «Муми-тролль и комета» (2015), «Муми-тролль и Волшебная шляпа» (2017).
Значительные произведения, разработанные для местных опер Финляндии и для зарубежных оперных театров — «Свадьба Фигаро» (1987), «Сказки Гофмана» (1988), «Дон Жуан» (1989, 1999, 2002), «Травиата» (1990,1997), «Мадам Баттерфляй» (1991), «Кармен» (1996, 2006, 2015), «Тоска» (1996), «Похождения повесы» (1998), «Борис Годунов» (2000, 2001), «Дон Карлос» (2000), «Евгений Онегин» (2001, 2018), «Риголетто» (2014), «Кавказский пленник» (2017) и оперетты «Летучая мышь» (2016).
Контек разработала декорации и костюмы к многочисленным балетам в исполнений зарубежных балетных трупп, как например: «Лебединое озеро» (2012) Золушка (2014, 2015), «Сон в летнюю ночь» (2016), «Три мушкетёра» (2017, 2018), «Опасные связи» (2019).
Среди значительных постановок были мюзиклы «Звук музыки» (2007), «Титаник» (2008) и театральные спектакли «Дама с камелиями» (1984), «Варвары» (1991), "Три сестрыv (1993), «Камилла Клодель» (1996), «Золотой телец» (2000), «Гарун и море историй» (2001).
Анну Контек привлекают архитектурные решения как в разработке декорации так и в создании костюмов. Для Контек сотрудничество с режиссёром и с хореографом имеет большое значение. По её мнению работа сценографа и художника по костюмам — это непрерывный процесс изучения на базе основателной научной работы. Пресса и критки подчёркивают, между прочим, её понимание колорита в драматургии и способность создавать блестящие сценические решения.
Контек неоднократно участвовала в международных и отечественных выставках а также курировала многочисленные выставки в Национальной опере. Её костюмы и эскизы хранятся в коллекциях Театрального музея.

## Заслуги
В течение своей карьеры Анна Контек была награждена многочисленными международными наградами и знаками уважения, между прочим, в 1995 году Контек удостоилась Серебряной медали на международной мировой выставке сценографии Пражская Квадриеннале за выполненные ею скульптурные костюмы к опере Стравинского «Соловей» для Национальной оперы в 1992 году. В 2017 году приз «Лучшая опера 2017 года» был присуждён на конкурсе «The Young Audiences Music Award» опере «Волшебный мальчик A» со сценографией и костюмами авторства Контек и в 2017 году Контек была удостоена в России Национальной оперной премией «Онегин» за оперу «Кавказский пленник». То же произведение, «Кавказский пленник» завоевало в 2018 году премию «Хрустальная маска» на Фестивале «Театральная весна» за лучшие оперные декорации и костюмы сезона.
Анна Контек отмечена наградами и знаками отличия за выдающиеся творческие заслуги как в Финлядии, так и в Польше. Контек награждена в 1999 году Рыцарским крестом за заслуги перед Республикой Польша и государственной наградой «Офицерский Крест Ордена Заслуги» Республики Польши в 2017 году.
Решением Президента Финляндии Саули Ниинистё Анна Контек удостоена государственной награды «Рыцарь Ордена Льва Финляндии» в 2014 году.